# Жибарєв Микола Євгенович
Микола Євгенович Жибарєв — контр-адмірал запасу Військово-морських сил України, очолює організацію охорони морської ділянки та підтримання боєготовності корабельно-катерного складу Маріупольського загону морської охорони.

## Життєпис
Офіцерську службу розпочав на посаді командира бойової частини на тральщику «Торпедист» Кримської військово-морської бази.
Протягом 1978–1979 років перебував у закордонному відрядженні в Сирійській Арабській Республіці на посаді командира інструкторського екіпажу.
У липні 1992 року здійснив перехід катера СКР-112 з Севастополя до Одеси. 21 липня Микола Євгенович піднявся на палубу катера та прийняв управління на себе. СКР-112 підняв український прапор і вирушив із Кримської військово-морської бази (Новоозерне) у бік Одеси — з наміром ввійти до складу Військово-Морських Сил України. Спроби російського командування силами інших кораблів і авіації перешкодити діям СКР-112 були марними.
1994–1997 рр. – командир 1-ї бригади надводних кораблів ВМС України.
У 1999–2001 рр. – командир 2-ї бригади десантних кораблів ВМС України.
2001–2003 рр. – начальник штабу ескадри різнорідних сил ВМС України.
З лютого 2004 року по грудень 2014 року – начальник Морської охорони – начальник управління Морської охорони Державної прикордонної служби України.
З березня 2014 року очолює організацію охорони морської ділянки та підтримання боєготовності корабельно-катерного складу Маріупольського загону морської охорони.

## Сім'я
- син Жибарєв Ілля Миколайович — зрадник, капітан BG-57 Миколаїв (до 2014)[2]

«Так, мій син - зрадник України ... Це моя проблема до кінця життя ... Але він не служить на ПСКР« Дон »... Зараз знаходиться в м Мурманську, і його звільняють зі служби ... Відносини з ним не підтримую з березня 2014 года ... Ще питання у кого-то є? »
- син Жибарєв Микола Миколайович — український прикордонник. Старший моторист-рульовий.

## Нагороди і відзнаки
- Медаль «За бойові заслуги» (1980 р.)
- Відзнака міністерства оборони України «Доблесть і честь» (2000 р.)
- Орден Богдана Хмельницького (2013 р.)

## Матеріали
- Сергій Зятьєв, У наших діях не було політики… [Архівовано 10 липня 2018 у Wayback Machine.] // Народний оглядач, 21 червня 2013
- Ірина Левченко, Контр-адмирал Николай Жибарев: «Если бы корабли Морской охраны задержались в Керчи еще на полчаса, они были бы захвачены» [Архівовано 6 січня 2018 у Wayback Machine.](рос.) // Факты, 6 березня 2014
- Сергій Зятьєв, Контр-адмірал запасу Микола Жибарєв: НІКОЛИ НЕ ПОШКОДУВАВ ПРО СВІЙ ВЧИНОК… // Військо України, 3 серпня 2016
- Валерія Чепурко, Контр-адмирал запаса Николай Жибарев: "Я сохранил штурвал корабля, который первым поднял украинский флаг" [Архівовано 6 січня 2018 у Wayback Machine.](рос.) // KP.UA, 25 липня 2017
- Андрій Кучеров, «На провокації не відповідатиму! Себе захищатиму!» [Архівовано 19 січня 2019 у Wayback Machine.] // Державна прикордонна служба України, 04.08.2017
- Вибір / The Choice (2019) (eng subs)

| Емблема Збройних сил України | Це незавершена стаття про військового чи військову Збройних сил України. Ви можете допомогти проєкту, виправивши або дописавши її. |